# Marco Wittmann
Marco Wittmann, né le 24 novembre 1989 à Fürth, est un pilote automobile allemand. Il est double champion de DTM, en 2014 et 2016, avec le Team RMG de BMW,.

## Résultats en compétition automobile

### Palmarès
- 2004 : champion d'Allemagne de karting junior KF3
- 2007 : Formule BMW ADAC, 5e (2 victoires)
- 2008 : Formule BMW Europe, 2e (1 victoire)
- 2009 : Formule 3 Euro Series, 16e
- 2010 : Formule 3 Euro Series, 2e (1 victoire)
- 2011 : Formule 3 Euro Series, 2e (5 victoires)
  - Vainqueur du Grand Prix de Pau de Formule 3 2011
- 2012 : 24 heures du Nürburgring, 8e
  - Pilote de réserve de BMW en Deutsche Tourenwagen Masters
- 2013 : Deutsche Tourenwagen Masters, 8e (1 podium)
- 2014 : Deutsche Tourenwagen Masters, Champion (4 victoires)

### Résultats en DTM

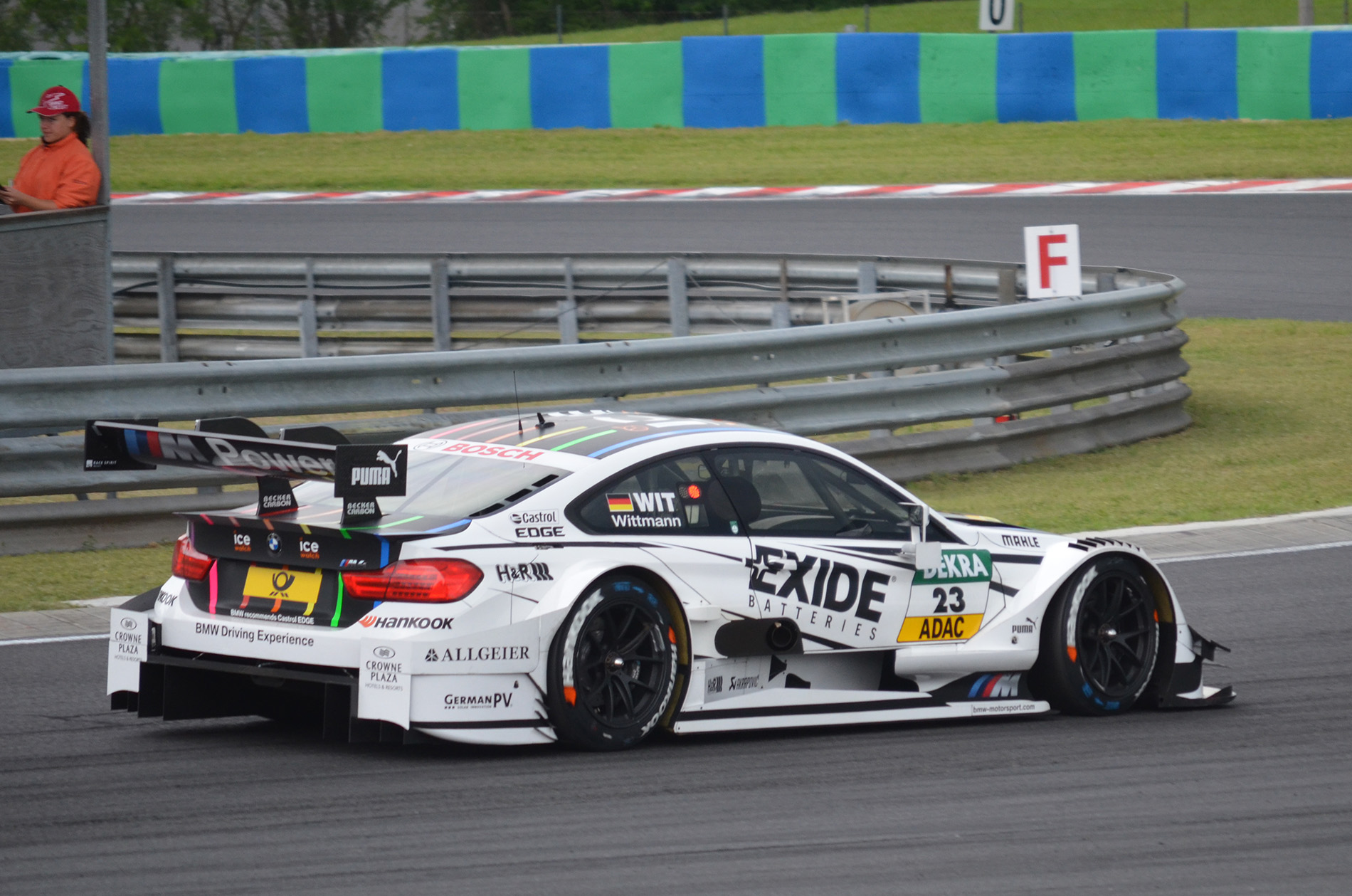
Marco Wittmann, sur l'Hungaroring, en 2014.

| Saison | Écurie                 | Voiture          | Courses | Victoires | Pole positions | Meilleurs tours | Podiums | Points inscrits | Classement |
| ------ | ---------------------- | ---------------- | ------- | --------- | -------------- | --------------- | ------- | --------------- | ---------- |
| 2013   | BMW Team MTEK          | BMW M3 DTM       | 10      | 0         | 1              | 2               | 1       | 49              | 8e         |
| 2014   | Team RMG               | BMW M4 DTM       | 10      | 3         | 4              | 2               | 5       | 156             | Champion   |
| 2015   | Team RMG               | BMW M4 DTM       | 18      | 1         |                |                 |         |                 |            |
| 2016   | Team RMG               | BMW M4 DTM       | 18      | 3         |                |                 |         |                 |            |
| 2017   | Team RMG               | BMW M4 DTM       | 18      | 1         |                |                 |         |                 |            |
| 2018   | Team RMG               | BMW M4 DTM       | 20      | 2         |                |                 |         |                 |            |
| 2019   | Team RMG               | BMW M4 Turbo DTM | 18      | 4         |                |                 |         |                 |            |
| 2020   | Team RMG               | BMW M4 Turbo DTM | 18      | 0         |                |                 |         |                 |            |
| 2021   | Walkenhorst Motorsport | BMW M6 GT3       | 16      | 2         |                |                 |         |                 |            |
| 2022   | Walkenhorst Motorsport | BMW M4 GT3       | 16      | 1         |                |                 |         |                 |            |
| 2023   | Project 1 Motorsport   | BMW M4 GT3       | 16      | 0         |                |                 |         |                 |            |

- (*) : saison en cours